# Liga Pirayuense de Deportes
La Liga Pirayuense de Deportes es la principal institución de fútbol local de la ciudad de Pirayú, Paraguay, y está afiliada a la Federación de Fútbol del Noveno Departamento de Paraguarí; de la Unión del Fútbol del Interior. 
La Liga se encarga de la promoción, organización y reglamentación de las competiciones de alto rendimiento del fútbol realizadas en la ciudad. Tiene a su cargo el desarrollo del Torneo interno de mayores  y juveniles de los clubes afiliados a la misma, así como la representación de la entidad, a través de la Selección Pirayuense de Fútbol.

## Historia
Fue fundada el 22 de marzo de 1953. Anteriormente estaba adherida a la Quinta Región Deportiva, de acuerdo a la antigua estructura organizativa de la UFI.
En el 2006 ganó el Campeonato Nacional de Interligas, y seguidamente el Título Internacional de la Copa San Isidro de Curuguaty ante el campeón uruguayo, la Liga Mayor de Fútbol de Maldonado.

## Clubes
| Nombre                 | Sede             | Fundación                          |  |
| ---------------------- | ---------------- | ---------------------------------- |  |
| General Díaz           | Bº N.º 2         | 1 de octubre de 1913 (111 años)    |  |
| Pirayú Sport           | Bº N.º 4         | 29 de agosto de 1931 (93 años)     |  |
| Teniente Ramón Gómez   | Bº N.º 4         | 20 de abril de 1937 (87 años)      |  |
| Sportivo Arroyo Servín | Arroyo Servín    | 20 de diciembre de 1920 (104 años) |  |
| Cerro Porteño          | Tava’i           | 14 de mayo de 1924 (100 años)      |  |
| Independiente          | Tava’i           | 15 de enero de 1945 (80 años)      |  |
| 12 de Octubre          | Ykuá Kaũ         | 02 de febrero de 1938 (87 años)    |  |
| Sudamérica             | Tuyucuá          | 5 de julio de 1920 (104 años)      |  |
| Sport Agrícola         | Tuyucuá          | 18 de enero de 1947 (78 años)      |  |
| Nueva Alianza          | Costa Hũ         | 4 de diciembre de 1959 (65 años)   |  |
| 3 Corrales             | Ka'aguy Potî     | 30 de enero de 1949 (76 años)      |  |
| Campo Vía              | Paso Esperanza   | 15 de febrero de 1950 (75 años)    |  |
| Sol de Mayo            | Paso Esperanza   | 18 de noviembre de 1978 (46 años)  |  |
| Sol de Enero           | Cerro León       | 1 de enero de 1916 (109 años)      |  |
| Libertad               | Cerro León       | 14 de mayo de 1930 (94 años)       |  |
| 24 de junio            | Yaguarón Yurú    | 24 de junio de 1925 (99 años)      |  |
| Guaraní                | Cerro Verá       | 23 de enero de 1936 (89 años)      |  |
| 6 de Enero [*]         | Cerro Verá       |                                    |  |
| Aquidabán [*]          | Potrero Avendaño |                                    |  |
| 1.º de Mayo [*]        | Potrero Avendaño |                                    |  |
| 14 de Mayo [*]         | Cerro Verá       | 1 de septiembre de 1950 (74 años)  |  |

Notas:

[*] Dasafiliado.

## Campeones por año
| Temporada | Campeón                            | Ref.   |
| --------- | ---------------------------------- | ------ |
| 1953      | Pirayú Sport                       |        |
| 1954      | Pirayú Sport                       |        |
| 1955      | Sol de Enero                       |        |
| 1956      | Sol de Enero                       |        |
| 1957      | Pirayú Sport                       |        |
| 1958      | 3 Corrales                         |        |
| 1959      | Sudamérica                         |        |
| 1960      | Pirayú Sport                       |        |
| 1961      | Independiente                      |        |
| 1962      | General Díaz                       |        |
| 1963      | General Díaz                       |        |
| 1964      | Pirayú Sport                       |        |
| 1965      | General Díaz                       |        |
| 1966      | General Díaz                       |        |
| 1967      | Sol de Enero                       |        |
| 1968      | Sol de Enero                       |        |
| 1969      | Sol de Enero                       |        |
| 1970      | Campo Vía                          |        |
| 1971      | Pirayú Sport                       |        |
| 1972      | Campo Via                          |        |
| 1973      | General Díaz                       |        |
| 1974      | Sol de Enero                       |        |
| 1975      | Sol de Enero                       |        |
| 1976      | Sol de Enero                       |        |
| 1977      | Sol de Enero                       |        |
| 1978      | General Díaz                       | [*]    |
| 1979      | Sol de Enero                       |        |
| 1980      | Sol de Enero                       |        |
| 1981      | Sportivo Arroyo Servin             |        |
| 1982      | Sportivo Arroyo Servín             | [ 2 ]  |
| 1983      | Pirayú Sport                       |        |
| 1984      | Pirayú Sport                       |        |
| 1985      | Pirayú Sport                       |        |
| 1986      | Sol de Enero                       |        |
| 1987      | General Díaz                       | [*]    |
| 1988      | General Díaz                       |        |
| 1989      | 3 Corrales                         |        |
| 1990      | 3 Corrales                         | [*]    |
| 1991      | Guaraní                            | [*]    |
| 1992      | Guaraní                            |        |
| 1993      | Sport Agrícola                     |        |
| 1994      | 3 Corrales                         |        |
| 1995      | General Díaz                       | [*]    |
| 1996      | Pirayú Sport                       |        |
| 1997      | Pirayú Sport                       |        |
| 1998      | Pirayú Sport                       |        |
| 1999      | Pirayú Sport                       |        |
| 2000      | Pirayú Sport                       |        |
| 2001      | General Díaz                       |        |
| 2002      | Pirayú Sport                       |        |
| 2003      | Pirayú Sport                       |        |
| 2004      | Pirayú Sport                       | [ 3 ]  |
| 2005      | Campo Vía                          | [ 4 ]  |
| 2006      | Pirayú Sport                       | [ 5 ]  |
| 2007      | Sportivo Arroyo Servín             | [ 6 ]  |
| 2008      | Independiente                      |        |
| 2009      | Independiente                      | [ 7 ]  |
| 2010      | Independiente                      | [ 8 ]  |
| 2011      | 24 de junio                        | [ 9 ]  |
| 2012      | Independiente                      | [ 10 ] |
| 2013      | Pirayú Sport                       | [ 11 ] |
| 2014      | Independiente                      | [ 10 ] |
| 2015      | General Díaz                       |        |
| 2016      | Cerro Porteño                      |        |
| 2017      | Sudamérica                         | [*]    |
| 2018      | Sol de Enero                       |        |
| 2019      | Sudamérica                         |        |
| 2020      | No se disputó Pandemia de COVID-19 |        |
| 2021      | Pirayú Sport                       |        |
| 2022      | Gral. Diaz                         |        |
| 2023      | Pirayú Sport                       |        |
| 2024      | Libertad                           |        |

Notas:

[*] Invicto 

## Palmarés Selección

### Torneos regionales
- Campeonato 5ta. Región Deportiva: (2) : 1967 y 1969.
- Campeonato Departamental de Interligas: (4) 2003, 2005, 2009 y 2013.

### Torneos nacionales
- Campeonato Nacional de Interligas (1): 2006.[12]

### Torneos internacionales
- Copa San Isidro de Curuguaty (1): 2006.[13]